# NGC 1841
NGC 1841 ist ein Kugelsternhaufen im Sternbild Mensa. NGC 1841 hat eine scheinbare visuelle Helligkeit von 14,1 mag. NGC 1841 liegt am Himmel etwa 15° von den Magellanschen Wolken entfernt, besitzt aber eine ähnliche Distanz zur Erde wie die Große Magellansche Wolke und ist möglicherweise mit dieser assoziiert.
Das Objekt wurde am 19. Januar 1836 von John Herschel entdeckt.